# Denys W. Harding
Pour les articles homonymes, voir Harding.
Ne doit pas être confondu avec Dennis W. Harding.
Denys Clement Wyatt Harding, né le 13 juillet 1906 à Lowestoft, dans le Suffolk et mort le 17 avril 1993 à Ipswich, dans le même comté d'Angleterre est un psychologue et critique littéraire britannique.

## Biographie

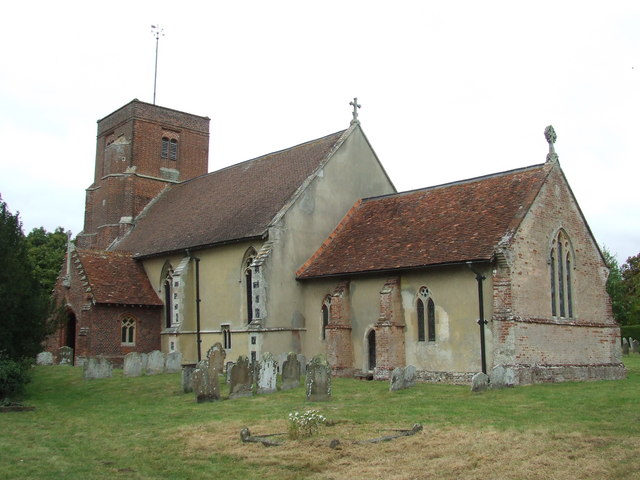
L'église de Tous les Saints (all Saints church) à Ashbocking, Suffolk, où D. W. Harding et sa femme Jessie s'installent en 1947, dans une ferme nommée The Old Vicarage.

Denys W. Harding est le troisième enfant et le seul fils de Harriett et Clement Harding ; il effectue ses études secondaires à Lowestoft puis entre en 1925 à Emmanuel College, de l'université de Cambridge où il reçoit l'enseignement de F. R. Leavis en anglistique et de R. W. Pickford en psychologie, obtenant un premier prix dans ces deux matières. 
En 1928, diplômé en psychologie et littérature anglaise de cette même université, il devient enquêteur et chercheur à l'Institut national de recherches en psychologie industrielle (National Institute of Industrial Psychology) de 1928 à 1933, puis assistant en psychologie sociale (LSE) de 1933 à 1938, et enfin maître de conférences en psychologie à l'université de Liverpool de 1938 à 1945.
Durant son engagement militaire lors de la Seconde Guerre mondiale, il est maître de conférences en psychologie à temps partiel à l'université de Manchester en 1940-1941 puis en 1944-1945.
De 1933 à 1947, il fait partie du comité éditorial de  Scrutiny, journal de critique littéraire.
Il est nommé professeur de psychologie au Bedford College de Londres de 1945 à 1968, puis professeur émérite de 1968 jusqu'à sa mort. 
De 1948 à 1954, il édite la revue The British Journal of Psychology.
Dans les années 1960, il donne des conférences au cours de nombreuses croisières aux États-Unis, en Inde, à Hong Kong, en Nouvelle-Zélande et en Afrique du Sud.
Critique littéraire, il étudie entre autres les romans de Jane Austen et la poésie de T. S. Eliot avec qui il entretient une correspondance épistolaire dans les années 1930. 
Il épouse en 1930 Jessie Muriel Ward, son amie d'enfance qu'il a connue sur les bancs de l'école, avec qui il n'aura pas d'enfant. Ils s'installent en 1947 dans une ferme, The Old Vicarage,  située à Ashbocking, Suffolk, où ils vivront jusqu'à la fin de leur vie. Jessie y décède en 1992.

## Ouvrages
- (en) The collected poems of Isaac Rosenberg, 1937 (co-éditeur avec Gordon Bottomley)[6]
- (en) The impulse to dominate, 1941. L'incendie d'un entrepôt durant le blitz a détruit la quasi-totalité des exemplaires imprimés. Ce premier ouvrage n'a jamais été réédité[7].
- (en) Experience into words : essays and poetry, Cambridge, Cambridge University Press, 1963[8]
- (en) Regulated Hatred : An Aspect of the Work of Jane Austen, Englewood Cliffs, NJ: Prentice-Hall, Ian Watt, coll. « A Collection of Critical Essays », 1963  (ISBN 978-0485121360)
- (en) Social psychology and individual values, Londres, Hutchinson, 1953, 184 p.
- (en) Words into rhythm : English speech rhythm in verse and prose, 1976

## Articles
- (en) Psychological processes in the reading of fiction[9]
- (en) Response to literature : Darthmouth seminar report
- (en) Considered Experience: The Invitation of the Novel[10]
- (en) The place of entertainment in social life[11]